# ゆらり、ふわり、君となら
「ゆらり、ふわり、君となら」（ゆらり、ふわり、きみとなら）は、marbleの8枚目のシングル。2010年4月28日にLantisから発売された。

## 概要
表題曲「ゆらり、ふわり、君となら」とカップリングの「奏功ドリーム」は、カップリングのはPSP用ゲーム『マリッジロワイヤル プリズムストーリー』のゴールドルート、ホワイトルートとしてそれぞれ使用された。
marbleのシングルで初のアニメ以外のタイアップ。また、ランティス本体レーベルでは『流星レコード』以来の発売となる。

## 収録曲
（全作詞：micco、作曲・編曲：菊池達也）
1. ゆらり、ふわり、君となら [4:01] 
  - PSP用ゲームソフト『マリッジロワイヤル プリズムストーリー』（ゴールドルート）エンディングテーマ
2. 奏功ドリーム [3:25]
  - PSP用ゲームソフト『マリッジロワイヤル プリズムストーリー』（ホワイトルート）エンディングテーマ
3. ゆらり、ふわり、君となら（instrumental）
4. 奏功ドリーム（instrumental）

## 収録アルバム
| 曲名                     | 収録アルバム       | 発売日        | 備考                  |
| ------------------------ | ------------------ | ------------- | --------------------- |
| ゆらり、ふわり、君となら | 『Lingering Fizz』 | 2010年9月22日 | 4thオリジナルアルバム |
| 奏功ドリーム             | 『Lingering Fizz』 | 2010年9月22日 | 4thオリジナルアルバム |